# Ураноцирцит
Ураноцирцит — мінерал, водний ураніл-фосфат барію шаруватої будови у групи уранових слюдок.

## Етимологія та історія
Ураноцирцит вперше був виявлений поблизу міста Фалькенштейн в Саксонії. Мінерал вперше був описаний і названий у 1877 році Альбіном Вайсбахом (1833–1901). Сам Вайсбах не пояснив свого призначення. Однак, виходячи з вмісту урану та місцевості типу, назва може походити від латинського слова circos або грецького слова kirkos (κίρκος)[9] для сокола або яструба.
Типовий мінерал був доданий до мінералогічної колекції TU Bergakademie Freiberg Вайсбахом у 1874 році.
У нотатках Пауля Генріха фон Грота 1878 року ураноцирцит також згадується як ураніт барію.
Від грецьк. «кіркос» — сокол, за першознахідкою у Фалькенштейні (Соколиному камені), J.A.Weisbach, 1877. Синоніми: баріоураніт, отеніт барієвий, фосфорураніт барієвий, ураніт барієвий.

## Опис
Хімічна формула: Ba[UO2|PO4]2•12H2O.
Містить (%): BaO — 15,16; UO3 — 56,56; P2O5 — 14,04; H2O — 14,24.
Сингонія тетрагональна. Дитетрагонально-дипірамідальний вид. Кристали голчасті, пластинчасті з квадратним обрисом. Листуваті, радіально-променисті, сноповидні аґреґати, кірки, Спайність досконала по (001), ясна по (100) та (010). Густина 3,5. Тв. 2,0-3,0. Колір зеленувато-жовтий. Розчиняється в HCl.

## Поширення
Вторинний мінерал родовищ урану. Асоціює з отенітом, торбернітом, парсонситом, ура-нованадатами. Рідкісний. Знахідки: Баварія, Саксонія, Шварцвальд (ФРН), Буа-Нуар (Вандея, Франція), о. Мадагаскар.